# Episodi di Big Mouth (prima stagione)
La prima stagione della serie animata Big Mouth, composta da 10 episodi, è stata interamente pubblicata dal servizio di video on demand Netflix il 29 settembre 2017, nei paesi in cui il servizio è disponibile.
| nº | Titolo originale                                     | Titolo italiano                                                | Pubblicazione     |
| -- | ---------------------------------------------------- | -------------------------------------------------------------- | ----------------- |
| 1  | Ejaculation                                          | Eiaculazione                                                   | 29 settembre 2017 |
| 2  | Everybody Bleeds                                     | Tutti sanguinano                                               | 29 settembre 2017 |
| 3  | Am I Gay?                                            | Sono gay?                                                      | 29 settembre 2017 |
| 4  | Sleepover: A Harrowing Ordeal of Emotional Brutality | Pigiama party: un estenuante calvario di brutalità psicologica | 29 settembre 2017 |
| 5  | Girls Are Horny Too                                  | Anche le ragazze si arrapano                                   | 29 settembre 2017 |
| 6  | Pillow Talk                                          | Il cuscino racconta                                            | 29 settembre 2017 |
| 7  | Requiem for A Wet Dream                              | Requiem di un sogno erotico                                    | 29 settembre 2017 |
| 8  | The Head Push                                        | Uno spingi-testa                                               | 29 settembre 2017 |
| 9  | I Survived Jessi's Bat Mitzvah                       | Il bat mitzvah di Jessi                                        | 29 settembre 2017 |
| 10 | The Pornscape                                        | Pornofuga                                                      | 29 settembre 2017 |

## Eiaculazione
- Titolo originale: Ejaculation
- Diretto da: Joel Moser
- Scritto da: Nick Kroll, Andrew Goldberg, Jennifer Flackett e Mark Levin

### Trama
Mentre Andrew viene avvicinato dal Mostro della pubertà Maurice, il suo migliore amico Nick si ritrova in profondo disagio a causa della mancanza di cambiamenti visibili del proprio corpo. 

## Tutti sanguinano
- Titolo originale: Everybody Bleeds
- Diretto da: Bryan Francis
- Scritto da: Kelly Galuska

### Trama
Durante una gita scolastica alla Statua della Libertà, Jessi, intenta a capire i suoi reali sentimenti per Nick, si ritrova nei guai, a causa delle sue prime mestruazioni.

## Sono gay?
- Titolo originale: Am I Gay?
- Diretto da: Mike L. Mayfield
- Scritto da: Joe Wengert

### Trama
Un trailer del nuovo film di The Rock lascia dei dubbi ad Andrew, riguardo alla sua reale sessualità. Intanto il fidanzamento tra Jessi e Nick si trova in crisi.

## Pigiama party: un estenuante calvario di brutalità psicologica
- Titolo originale: Sleepover: A Harrowing Ordeal of Emotional Brutality
- Diretto da: Joel Moser
- Scritto da: Jess Dweck e Victor Quinaz

### Trama
Mentre Jay invita Andrew e Nick a casa sua, per un pigiama party per soli uomini, Jessi decide a sua volta di organizzare una festa con le sue amiche.

## Anche le ragazze si arrapano
- Titolo originale: Girls Are Horny Too
- Diretto da: Bryan Francis
- Scritto da: Emily Altman

### Trama
La lettura di un romanzo steamy (romanzo erotico per adolescenti), che fa il giro della scuola, convince Jessi a esplorare la propria sessualità, mentre lascia i ragazzi totalmente confusi su ciò che realmente le ragazze vogliono.
- Guest star: Nasim Pedrad (Fatima).

## Il cuscino racconta
- Titolo originale: Pillow Talk
- Diretto da: Mike L. Mayfield
- Scritto da: Peter A. Knight

### Trama
Nick trascina Andrew in città per incontrare una vecchia fiamma, ma la giornata non va come i ragazzi avevano previsto. Jay intanto intraprende un viaggio emotivo con il suo cuscino, rimasto incinta.
- Guest star: Alia Shawkat (Roland).

## Requiem di un sogno erotico
- Titolo originale: Requiem for A Wet Dream
- Diretto da: Joel Moser
- Scritto da: Duffy Boudreau

### Trama
Andrew si sforza di tenere sotto controllo Maurice, mentre tenta di lavorare con Missy a un progetto per la fiera di scienze. Nel mentre Jessi e Matthew si divertono a spese di Jay.

## Uno spingi-testa
- Titolo originale: The Head Push
- Diretto da: Bryan Francis
- Scritto da: Emily Altman, Jennifer Flackett e Mark Levin

### Trama
Alla festa organizzata in casa da Leah, Nick si trova alle prese con un dilemma romantico, mentre Andrew e Missy, nascosti dentro un armadio, si ritrovano testimoni impotenti di una scena inquietante.
- Guest star: Mae Whitman (Tallulah Levine).

## Il bat mitzvah di Jessi
- Titolo originale: I Survived Jessi's Bat Mitzvah
- Diretto da: Mike L. Mayfield
- Scritto da: Kelly Galuska

### Trama
Al bat mitzvah di Jessi si scoprono numerosi segreti riguardanti tutti gli invitati, compresa la relazione omosessuale segreta di Shannon, la madre della ragazza.
- Guest star: Jon Hamm (cappesante).

## Pornofuga
- Titolo originale: The Pornscape
- Diretto da: Joel Moser
- Scritto da: Gil Ozeri

### Trama
Andrew, a causa dei troppi video pornografici, visti dopo essere stato obbligato a lasciare Missy, si ritrova intrappolato nel mondo di Pornofuga e toccherà a Nick salvarlo. Intanto il coach Steve viene sospettato di essere un serial killer.